# Ros-Vras
Ros-Vras est une allée couverte située à Landebaëron dans le département français des Côtes-d'Armor.

## Protection
L'édifice est classé au titre des monuments historiques en 1956.

## Description
L'allée couverte est en partie ruinée. Elle mesure 14 m de longueur. Elle comporte encore sept orthostates et deux tables de couverture.